# خشک‌قارچ‌ها
خشک‌قارچ‌ها (نام علمی: Marasmius) نام یک سرده از راسته قارچ‌های تیغک‌دار است.